# Yahya Ali al-Raie
Yahya Ali al-Raie (en arabe : يحيى علي أحمد الراعي) est un homme d'État yéménite, président de la Chambre des députés de 2008 à 2019.

## Biographie
Le 3 juin 2011, lors de la bataille de Sanna au cours de la révolution yéménite, il est blessé en compagnie du président Ali Abdallah Saleh lors de l'attaque de la mosquée présidentielle al-Nahdin.
En janvier 2015, lors de la guerre civile, il rejette la démission du président Abdrabbo Mansour Hadi. Il est alors encore loyal au président.
Pourtant, le 13 août 2016, il se réunit avec des membres de la Chambre des députés à Sanaa et vote la confiance au Conseil politique suprême, institution exécutive mise en place par les Houthis. Sous la menace de Houthis armés, 91 à 141 des 301 membres de la Chambre des députés, se réunissent à Sanaa et votent à l'unanimité la confiance au Conseil politique suprême, mais ce score est inférieur au quorum de 151, ce qui provoque sa condamnation par le gouvernement installé à Aden et d'ambassadeurs de dix-huit pays favorables à un accord de paix.
Le 10 décembre 2016, le gouvernement Abdel Aziz ben Habtour, formé par les Houthis, obtient la confiance des 156 membres de la Chambre des députés présents.